# Mac Motorsports
Mac #1 Motorsports ist ein britischer Hersteller von Automobilen.

## Unternehmensgeschichte
Mark Hinchcliffe und Colin Casterton gründeten 2002 das Unternehmen in Sheffield in der Grafschaft South Yorkshire. Sie begannen mit der Produktion von Automobilen und Kits. Der Markenname lautet Mac #1. Insgesamt entstanden bisher etwa 220 Exemplare.

## Fahrzeuge
Im Angebot stehen Fahrzeuge im Stil des Lotus Seven. Dies sind offene Zweisitzer. Den 9 R treiben verschiedene Motorradmotoren an. Der ZR hat einen Vierzylindermotor von Ford. Der Worx R ist eine leichtere Ausführung mit einem Motor von der Kawasaki ZX-10R. Der Worx Z ist die leichte Ausführung mit Ford-Motor.
Außerdem gab es zwischen 2006 und 2008 ein Modell namens Macini. Dies war ein Mini mit dem Motor der Kawasaki ZX-9. Besonderheit war, dass der vorne eingebaute Motor die Hinterachse antrieb. Red Line Minis setzte diese Art von Fahrzeugtuning ab 2008 fort.